# Francesco Costantino
Francesco Costantino (Bari, 20 settembre 1972) è un ex lottatore italiano.

## Biografia
Nato nel 1972 a Bari, gareggiava nella lotta greco-romana, nella classe di peso dei pesi mosca leggeri (48 kg).
Nel 1993 ha vinto la medaglia d'argento nei 48 kg ai Giochi del Mediterraneo di Linguadoca-Rossiglione, battuto dal turco Ramik Celik.
A 23 anni ha partecipato ai Giochi olimpici di Atlanta 1996, nella lotta greco-romana, pesi mosca leggeri, perdendo 8-6 il 1º turno contro il georgiano Gela Papashvili, vincendo 10-0 il 2º con il peruviano Jorge Yllescas e 5-0 il 3º con l'azero Tahir Zahidov, prima di perdere di nuovo nel 4º turno, 4-0 contro il giapponese Hiroshi Kado, e terminare 9º totale. Nello stesso anno ha vinto la medaglia di bronzo nei 48 kg agli Europei di Budapest, arrivando dietro al russo Zafar Guliev e al greco Ioannis Agatzanian.
Nel 1997 ha vinto un'altra medaglia d'argento ai Giochi del Mediterraneo, quelli di Bari, nei 54 kg, sconfitto dal siriano Khaled Al-Faraj.

## Palmarès

### Europei
- 1 medaglia:
  - 1 bronzo (Lotta greco-romana 48 kg a Budapest 1996)

### Giochi del Mediterraneo
- 2 medaglie:
  - 2 argenti (Lotta greco-romana 48 kg a Linguadoca-Rossiglione 1993, lotta greco-romana 54 kg a Bari 1997)